# Hylemera cunea
Hylemera cunea là một loài bướm đêm trong họ Geometridae.